# 維代爾塔
51°43′35″N 25°1′5″E / 51.72639°N 25.01806°E

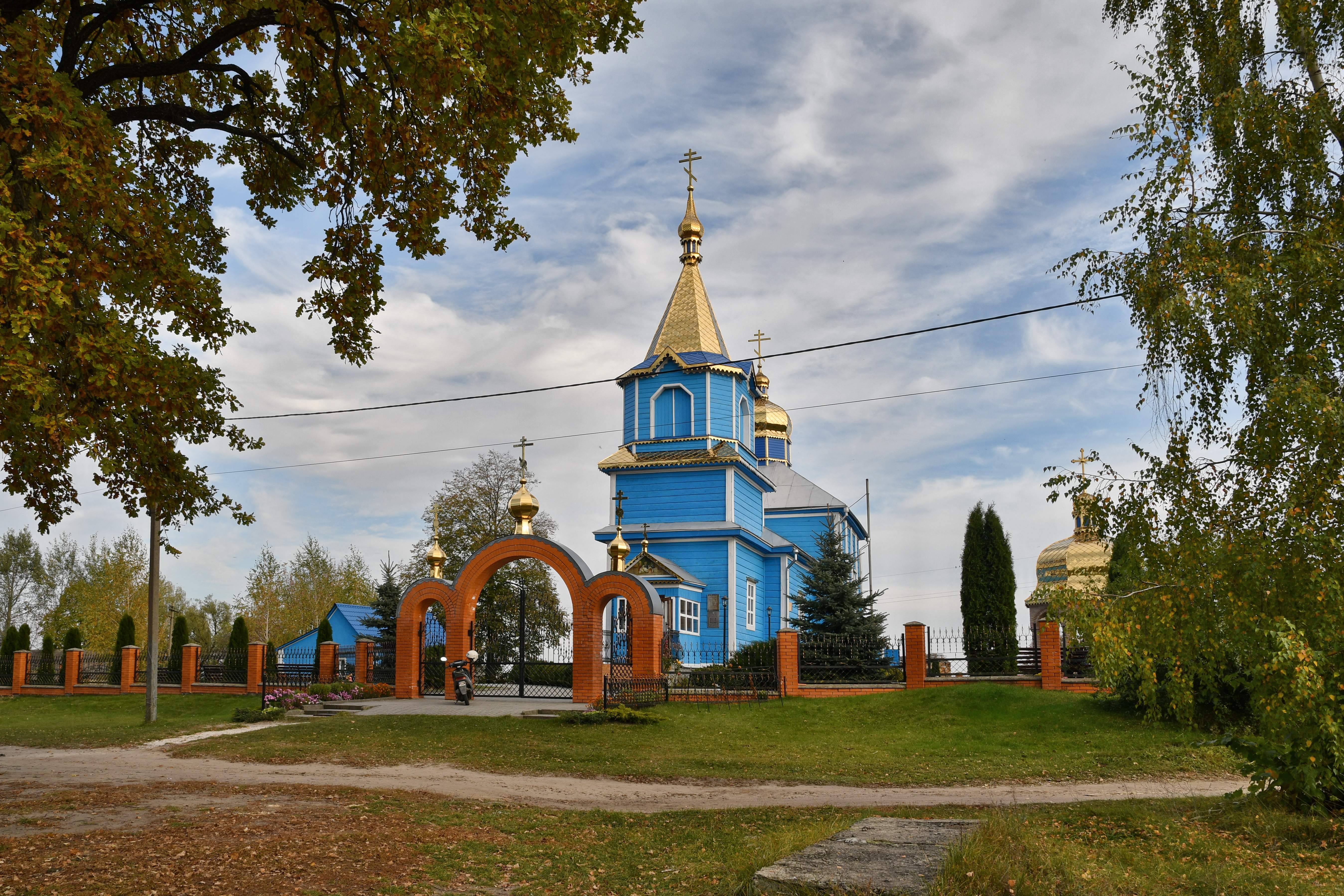
教堂

維代爾塔（烏克蘭語：Видерта），是烏克蘭西北部的村莊，隸屬沃倫州卡明-卡希爾斯基區的卡明-卡希尔斯基市镇。該村始建於1502年，面積48.85平方公里，海拔高度149米，2001年人口2,313，人口密度每平方公里47.35人。